# Лапчинский, Александр Николаевич
Алекса́ндр Никола́евич Лапчи́нский (23 (11) июля 1882 года, с. Постельниково, Калязинский уезд, Российская империя — 2 мая 1938 года, Москва, СССР) — российский и советский военный учёный, педагог, комбриг. Участник Первой мировой и Гражданской войн. Теоретик военной авиации, один из основоположников оперативного искусства воздушного боя. Разработанная Лапчинским теория нашла применение во время Второй мировой войны.

## Биография
Родился в 1882 году в дворянской семье в селе Постельниково Калязинского уезда Тверской губернии. С 1901 по 1905 года обучался на историко-филологическом факультете Санкт-Петербургского университета, с 1906 по 1907 — в Московском университете, в 1907 году посещал лекции в Мюнхенском университете. С 1909 года состоял на военной службе. В 1910 году окончил Алексеевское военное училище в Санкт-Петербурге экстерном, в 1916 — Киевскую военную школу лётчиков-наблюдателей.
Участвовал в Первой мировой войне, дослужившись до чина поручика. В 1917 году после Февральской революции был избран командиром 2-го артиллерийско-авиационного отряда.
С 1918 году служил в Красной армии. В Гражданскую войну командовал авиационным отрядом 1-й Воронежской авиагруппы, был заместителем начальника и начальником полевого управления авиации и воздухоплавания при штабах 8-й и 9-й армий. С августа 1921 года — начальник штаба Красного воздушного флота (ВВС РККА).
После окончания гражданской войны начал научную и педагогическую деятельность. Работал начальником научно-технического отдела Главного управления Воздушного Флота, ответственным редактором журнала «Вестник воздушного флота» и начальником редакционно-издательского отдела военно-воздушных сил РККА. В июне 1924 начал преподавательскую деятельность на кафедре тактики авиации Военной академии имени М. В. Фрунзе, где в 1925 году стал начальником кафедры, и в Военно-воздушной академии РККА, где стал профессором в 1926 году. Начиная с 1936 года работал научным сотрудником военно-исторического отдела главного штаба РККА, был редактором военного издательства, в котором работал до своей смерти. Был награждён орденом Красной Звезды и юбилейной медалью «XX лет РККА».
В 1935 году Лапчинскому присвоено воинское звание комбрига.
Лапчинский является одним из основоположников оперативного искусства воздушного боя. За свою жизнь опубликовал более 130 научных работ, в которых, в частности, показал значение авиации в боевых действиях, доказал необходимость завоевания господства в воздухе и содействия наземным войскам; участвовал в разработке тактики истребителей и бомбардировщиков. Теоретические выкладки Лапчинского нашли практическое применение в ходе Второй мировой войны. Многие труды Лапчинского переводились на иностранные языки.
Вопреки бытующему мнению, Лапчинский не был репрессирован, а умер в результате болезни. Версию о его смерти в результате репрессий опровергает и тот факт, что через год после смерти комбрига, в 1939 был издан его последний труд – «Воздушная армия».
Похоронен на Новодевичьем кладбище (участок № 3).